# Claus-Stolln

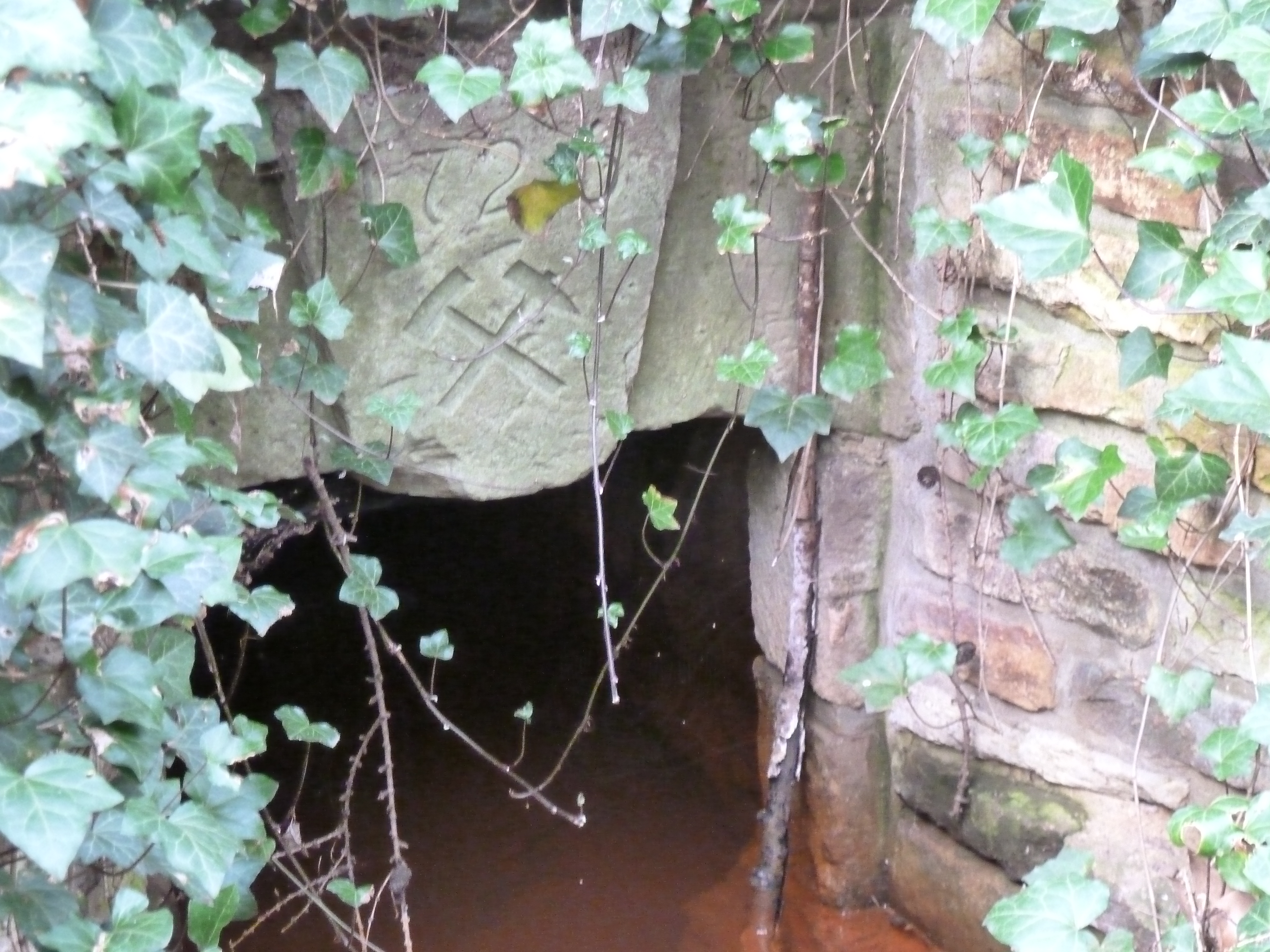
Mundloch (2014)

Der Claus-Stolln ist ein etwa zwei Kilometer langer Wasserlösestollen im Steinkohlenrevier des Döhlener Beckens auf dem Gebiet der Stadt Freital in Sachsen. Er diente der Entwässerung des Grubenfeldes von Kohlsdorf und Pesterwitz, das ursprünglich den Claus’schen Erben von Thümen gehörte.

## Geschichte
Der Claus-Stolln wurde in den Jahren 1727 bis 1757 von den Eigentümern auf einer Länge von 1900 Metern aufgefahren. 1752 erreichte er das Flöz der Kohlsdorf-Pesterwitzer Nebenmulde, das mit zwei Flügelörtern entwässert wird.
Der Querschnitt des Stollns beträgt etwa einen Quadratmeter, bei durchschnittlich zwei Metern Höhe ist er etwa einen halben Meter breit. Eine Messung im Jahr 1862 ergab einen durchschnittlichen Abfluss von 250 Litern in der Minute. Die zur Wiederitz abgeleiteten Wässer haben durch gelösten Ocker eine intensiv rote Färbung.
Nach 1990 wurde das Mundloch neu aufgemauert. Der neu angefertigte Schlussstein trägt neben Schlägel und Eisen die Jahreszahl 1726.